# Daniele Goletti
Daniele Goletti (Viterbo, 18 agosto 1958) è un allenatore di calcio ed ex calciatore italiano, di ruolo portiere.

## Carriera
Militò per sei stagioni nel Cagliari, scendendo in campo in cinque di esse (di cui tre in Serie A). In seguito venne acquistato dall'ambizioso Taranto con cui ottenne la promozione in Serie B. Dopo una stagione in cadetteria continuò la carriera in Serie C2 con Fasano, Trani, Latina e Viterbese. In seguito fu dal 1996 al 2005 preparatore dei portieri di questa società e dal 2004 al 2014 ricopre questo ruolo nella Nazionale femminile, con una parentesi nella U21 maschile. Nel 1999 è vice allenatore della Viterbese.Nel 2010 è al Tre Croci, nel 2011 è al Grosseto e al Montefiascone, dal 2014 è alla Viterbese Castrense,nel 2017 allena i portieri del Rieti, nel 2018 gli allievi del Tuscia,  nel 2021 insegna calcio nell'istituto superiore Paolo Savi di Viterbo, dal 2023 è al FC Viterbo maschile e femminile. Dal 2025 è allenatore del Ssd Città dei Papi U16

## Palmarès

### Giocatore

#### Competizioni nazionali
- Campionato Nazionale Dilettanti: 1

Viterbese: 1994-1995 (girone E)